# 佩罗·迪亚士
佩罗·迪亚士（Pêro Dias）是15世纪葡萄牙航海家和探险家。他是发现好望角的巴尔托洛梅乌·迪亚士的兄弟。

## 生平
佩罗·迪亚士在1488至1489年间作为一支横帆补给船的船长，参加了他兄弟巴尔托洛梅乌所指挥的非洲南端远航舰队。他们的舰队原本是准备到达好望角便返航，但由于遭遇暴风雨，船只被迫推向了非洲大陆东面，从而绕过了非洲南端而进入了印度洋，最终船队由于船员不再愿意前行而返回欧洲。